# 圆基叶龙头草
圆基叶龙头草（学名：Meehania henryi var. stachydifolia）为唇形科龙头草属下的一个变种。

## 扩展阅读
- 維基物種上的相關：圆基叶龙头草